# Ayaka Nishiwaki
Ayaka Nishiwaki (西脇 綾香),mais conhecida como A-chan é uma cantora japonesa, integrante da banda, de J-pop e electropop, Perfume composta também por Ayano Ōmoto (Nocchi) e Yuka Kashino (Kashiyuka). 

## Biografia
Ayaka nasceu e foi criada em Hiroshima , no Japão, onde estudou na  Escola de Atores de Hiroshima e em Horikoshi High School (escola com foco na carreira artística localizada em Nakano, Tóquio), com as amigas e atuais membros da banda Perfume, Yuka Kashino e Ayano Ōmoto. A-chan tem 1,60cm de altura, tipo sanguíneo A e seus hobbies são: Rir, falar, caminhar,  K-Dramas,  maquiagens e Ursinho Pooh. Suas comidas e bebidas favoritas são: frutas, sorvete e água mineral. Seus esportes favoritos são: skate e corrida de curtas distâncias. Seu filme favorito é "Winter Sonata". Ayaka tem orgulho de relaxar vestindo a sua coleção de pijamas, para desestressar ela canta, mesmo que apenas uma nota. Seus artistas favoritos são Superfly, SPEED e aiko. Ela se considera uma garota de sorte.
Na verdade, não existe uma posição de líder no "Perfume", mas A~chan tornou-se naturalmente uma espécie de porta-voz do grupo. Ela se sente bem nessa posição porque tem uma personalidade ativa, alegre e encantadora, desde a escola. Em seu tempo livre ela prefere ficar em casa. A~chan quer muito ir à Itália, pois ela disse que "mesmo apenas dizendo o nome, já soa legal". Seu personagem de desenho animado favorito é o "Ursinho Pooh" e seu quarto encheu-se com uma grande quantidade de produtos do personagem. 
Ayaka é irmã mais velha da, também cantora, Sayaka Nishiwaki, integrante do grupo "9nine".
Ayaka se formou na Faculdade de Economia da Universidade de Tóquio em março de 2011.
A-chan co-escreveu a música "Sore o Tsuyosa to Yobitai" junto com Haruichi Shindou, da banda "Porno Graffiti", que foi gravada pelos 13 artistas  que performaram na Amuse Fes 2014 BB em Tsumagoi (Perfume, Porno Graffitti, Flumpool, Begin, Skoop On Somebody, Yu Takahashi, Weaver, Mihiro, Monobright, Rihwa, Haku, Sakura Fujiwara & Cross Gene), com o intuito de arrecadar fundos para as vítimas do Sismo e tsunami de Tohoku de 2011.
Em 20 de novembro de 2016 as irmãs Ayaka e Sayaka começaram o programa de rádio "A~chanchā pon no! “West Side Story”" na hiroshima - fm (HFM), com Okubo Shigeki, personalidade do programa "9 Jirai", como MC especial.